# Monte Cinto
De Monte Cinto (Corsicaans: Monte Cintu) is met een hoogte van 2706 meter de hoogste berg van Corsica, Frankrijk. De berg ligt in het Franse departement Haute-Corse.

## Geografie
De hoogte van de berg bedraagt 2706 meter en dat geldt ook voor de prominentie ervan, waardoor het een van de meest prominente toppen van Europa is. Het is de hoogste top van het Monte Cinto-massief, een van de vier belangrijkste massieven van Corsica.

De locatie van de berg geeft het een theoretisch panorama van bergen op het vasteland van Europa, dat zich uitstrekt van Marseille tot Rome. De meest afgelegen berg die theoretisch zichtbaar is, is de Monte Rosa in Italië, net ten westen van het noorden, ongeveer 405 km verderop.

Monte Cinto 3D

## Geschiedenis
De eerste bekende beklimming van de Monte Cinto was op 6 juni 1882 door een groep onder leiding van Édouard Rochat, die de top bereikte via de zuidelijke hellingen van de berg.
Op 26 mei 1883 beklom een groep onder leiding van de Engelse bergbeklimmer Francis Fox Tuckett, waaronder de Franse gids François Devouassoud en de landschapsschilder Edward Theodore Compton, ook de berg via de pas die nu de naam van Tuckett draagt.
Tegenwoordig loopt de GR 20-wandelroute dicht bij Monte Cinto en kunnen wandelaars een korte omweg maken naar de top.